# Mirante do Vale
Le Mirante do Vale est un gratte-ciel de São Paulo.
Construit à partir de 1960 jusqu'en 1966, avec 51 étages et 170 mètres de haut, il a dominé son poursuivant le Edifício Altino Arantes qui culmine seulement à 161 mètres de haut. Depuis sa construction, aucune construction ne l'a jamais dépassé, et aujourd'hui encore, est le plus haut gratte-ciel au Brésil, et ce depuis plus de 50 ans. Son ancien nom était Palace Zarzur Kogan, avant de changer pour l'actuel en 1988, date du premier et du dernier renouvellement bâtiment. À partir de 2011, il sera dépassé par la "Tower Sigma, Company Business Towers complexe", qui fera plus de 189 mètres de haut, qui sera le plus haut gratte-ciel du Brésil.